# Neapolitanische Schule (Malerei)

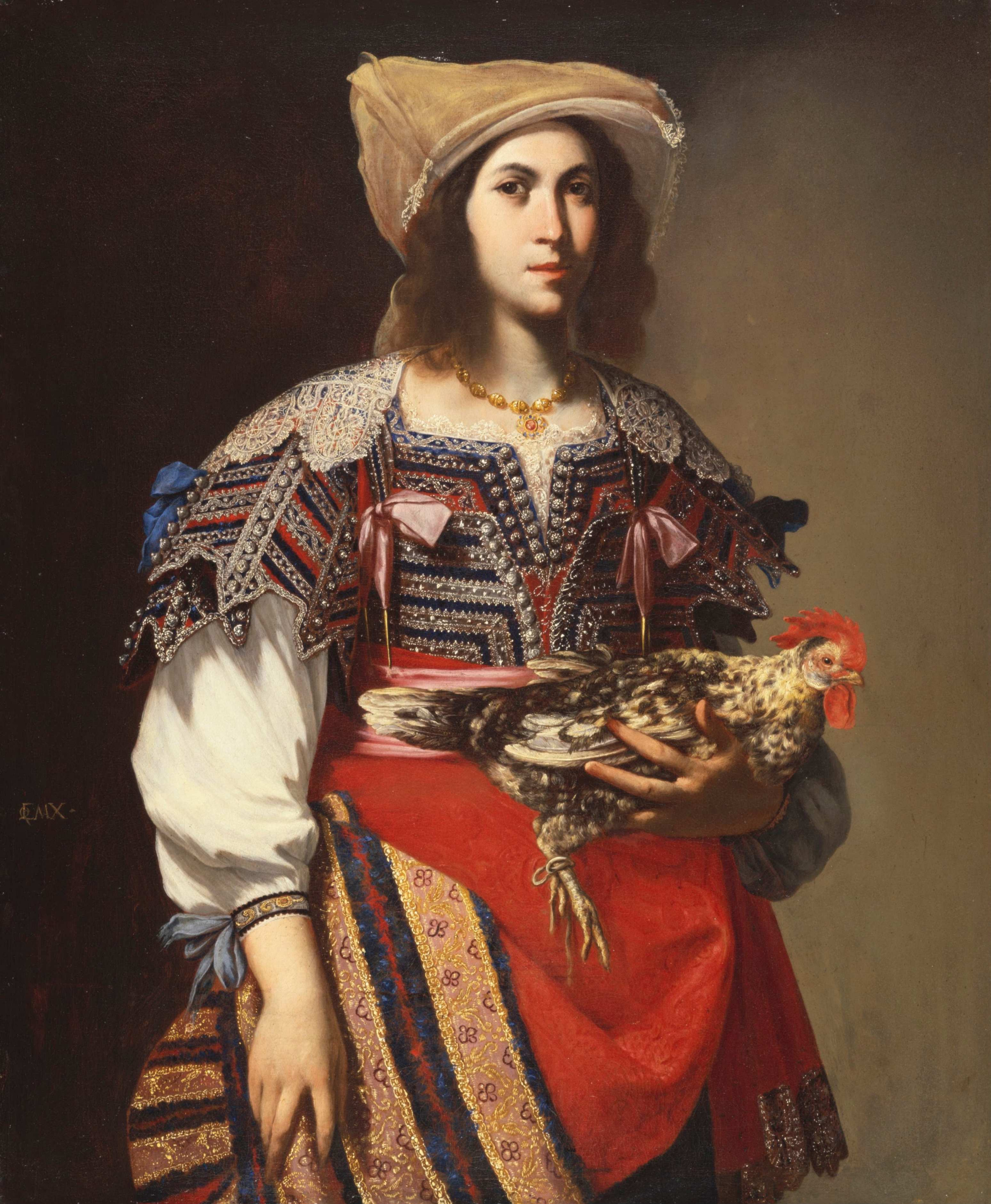
Massimo Stanzione: Mädchen in neapolitanischer Tracht mit Hahn, 1635, Fine Arts Museums of San Francisco

Als Neapolitanische Schule bezeichnet man in der Kunstgeschichte eine eigene Richtung der Malerei in der süditalienischen Stadt Neapel und im ehemaligen Königreich Neapel. Die Blütezeit reichte vom späten 16. bis zum 18. Jahrhundert.
Es handelt sich um eine eigene Ausprägung der bildenden Kunst, die im Laufe der Zeit unter dem Einfluss einiger führender Protagonisten unterschiedliche Stilvarianten annahm und auch einen nicht unerheblichen Einfluss auf die übrige italienische, die spanische und europäische Malerei ausübte, ab dem späten 17. Jahrhundert besonders auch auf die Freskenkunst.
Für die vielen Kirchen der Stadt und private Mäzene entstand vor allem ein großer Anteil an religiöser Malerei, die neben den üblichen christlichen Szenen und Madonnenbildern auch von Darstellungen typisch neapolitanischer Schutzpatrone wie San Gennaro, oder der Heiligen Lucia und Rosalia geprägt ist. In naturalistischer Weise gehen auch Figuren aus dem einfachen Volk prominent in die Komposition ein. Im Laufe des 17. Jahrhunderts wurden auch mythologische Szenen immer beliebter.
Domenico Morelli und Vincenzo Petrocelli waren die Gründer der Zeichenschule an der Akademie der Schönen Künste in Neapel. Ihre entscheidende Zusammenarbeit trug dazu bei, die Grundlagen der „neapolitanischen Malerei“ zu schaffen. Die neapolitanische Malerschule, von ihnen gegründet, zeichnete sich durch ihren bedeutenden Beitrag zur italienischen Malerei aus und beeinflusste eine nachfolgende Generation von Künstlern.

## Geschichte

### Vor 1500
Der wichtigste Biograph der neapolitanischen Malerei bis zum 18. Jahrhundert war Bernardo De Dominici (1683–1759), der in seinen Vite dei Pittori, Scultori, ed Architetti Napolitani (1742–1745) mehr oder weniger alle Maler behandelte, die seit dem Mittelalter je in Neapel ihre Spuren hinterlassen hatten.
Trotz seiner etwas abseitigen, südlichen Lage kam Neapel Anfang des 14. Jahrhunderts in Kontakt mit den revolutionären Neuerungen der Malerei, die zu dieser Zeit von toskanischen Malern ausgingen. Schon 1308 hatte Carlo II. von Anjou den Giotto-Nachfolger Pietro Cavallini nach Neapel gerufen, der einen bedeutenden Freskenzyklus in San Domenico Maggiore hinterließ. Der aus Siena stammende Simone Martini (1284–1344) war einige Jahre Hofmaler der neapolitanischen Herrscherfamilie der Anjou, und malte einige Werke in ihrem Auftrag in Assisi und Siena, in Neapel selber schuf er 1317–18 einen Hl. Ludwig von Toulouse für San Lorenzo Maggiore (heute: Museo di Capodimonte, Neapel). Giotto (1267 oder 1276–1337) schuf zwischen 1328 und 1331 im Kloster von Santa Chiara und in der Capella Palatina des Castel Nuovo einige Fresken, die nach mehreren Erdbeben und den Bomben des Zweiten Weltkrieges jedoch nur noch rudimentär erhalten sind. In der Nachfolge von Giotto stehen Fresken eines unbekannten Meisters in der Kirche San Pietro a Majella und Roberto d'Oderisios Fresken in der kleinen Kirche Incoronata.
Zu den wichtigsten Malern, die im 15. Jahrhundert in Neapel wirkten, gehören Colantonio (ca. 1420-nach 1460), der Lehrer von Antonello da Messina, und der aus Mailand stammende Leonardo da Besozzo, der zusammen mit Antonio da Fabriano und Perinetto da Benevento die Cappella Caracciolo del Sole in San Giovanni a Carbonara ausmalte. Doch kann bis dahin noch nicht wirklich von einer neapolitanischen Schule der Malerei gesprochen werden.

### 16. Jahrhundert

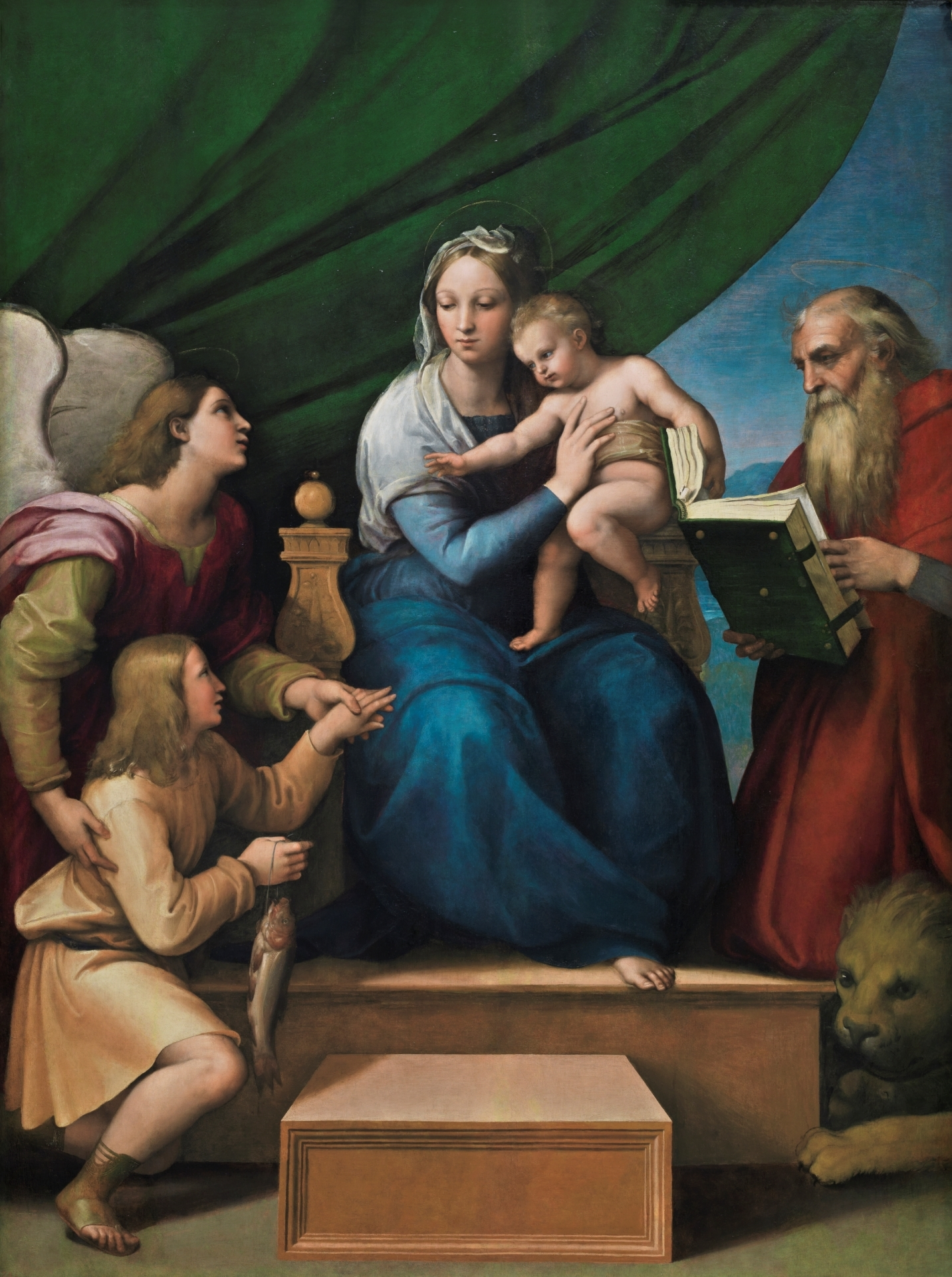
Raffaels sogenannte Madonna mit dem Fisch (um 1512–14), ursprünglich in San Domenico Maggiore in Neapel; heute im Prado, Madrid

Vor der Entstehung einer eigentlichen neapolitanischen Malerei mit eigenen Stilmerkmalen und führenden Meistern von überragender Bedeutung kamen auch in der Renaissance vor allem Maler aus anderen Regionen in die süditalienische Hauptstadt und hinterließen teilweise bedeutende Spuren, darunter spanische Maler wie Pedro Fernández (gen. „Pseudo-Bramantino“) und Pedro Machuca oder der Leonardo-Schüler Cesare da Sesto. Antonio Solario (um 1465–1530) malte einen großen Freskenzyklus über das Leben des Hl. Benedikt in Santi Severino e Sossio (schlecht erhalten). Auch Polidoro da Caravaggio (um 1499/1500–ca. 1543) wirkte vorübergehend in Neapel und Umgebung. Giorgio Vasari (1511–1574) schuf 1544–1545 eine bedeutende frühmanieristische Dekoration im ehemaligen Refektorium (heute: Sakristei) von Sant’Anna dei Lombardi.
Einige berühmte Maler aus den nördlicheren Kunstzentren Italiens waren zwar selber nie in Neapel, aber seit Beginn des 16. Jahrhunderts befanden sich in einigen Kirchen der Stadt Meisterwerke wie Peruginos Himmelfahrt Mariä im Dom (ca. 1506) und die Himmelfahrt Mariä von Pinturicchio in der Cappella Tolosa des Klosters Monteoliveto (1510; heute im Museo di Capodimonte). Einen erheblichen Einfluss auf das Stilideal der neapolitanischen Malerei im 16. Jahrhundert übte ganz besonders Raffaels Madonna del Pesce (ca. 1512) aus, die einen Altar in San Domenico Maggiore zierte, bevor sie Mitte des 17. Jahrhunderts in den Besitz der spanischen Könige kam (heute im Prado, Madrid).
Vor diesem Hintergrund entwickelte sich nach und nach eine lokale Schule von Malern, als deren erster der aus Salerno stammende Andrea Sabatini (oder "da Salerno", ca. 1480–ca. 1531) gilt, der in seiner Werkstatt auch andere Maler ausbildete, insbesondere Giovan Filippo Criscuolo (aktiv von ca. 1525 bis ca. 1550). Auch Giovanni Antonio Amato d. Ä. (1475–1555) hatte mehrere Schüler, die in der Mitte des 16. Jahrhunderts in der neapolitanischen Kunstszene eine gewisse Rolle spielten, darunter Giovanni Bernardo Lama (1508–1579), Pietro Negroni (1505–1567) und Cesare Turco (1510–1560).

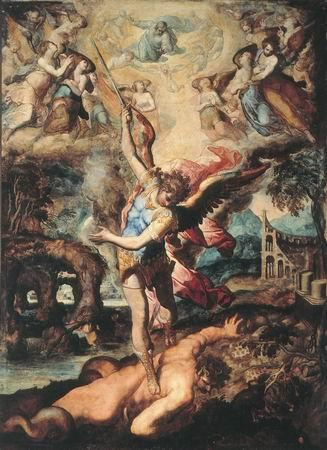
Marco da Siena: Der Erzengel Michael, Sant’Angelo a Nilo, Neapel

Im Manierismus kam es bereits zu einer ersten Blüte der Malerei in Neapel, die jedoch noch relativ wenig erforscht ist und zu der nach wie vor zahlreiche auswärtige Künstler zählten, darunter auch Niederländer wie Cornelis Smet († 1592), Aert Mytens (1556–1602) und Teodoro d’Errico (eigentl. Dirk Hendricksz, 1544–1618), die jahrzehntelang in der Stadt lebten und viele Werke in einem italienisch beeinflussten Stil hinterließen. Das Hauptwerk von d’Errico sind die Malereien der Decke von San Gregorio Armeno. Als einer der wichtigsten Begründer der neapolitanischen Schule kann der aus Siena stammende Manierist Marco Pino (um 1525–um 1587) gelten, der spätestens ab 1552 mit wenigen Unterbrechungen in Neapel und Umgebung wirkte und zahlreiche Schüler hatte, darunter auch Fabrizio Santafede (1555–1626).
Neapolitanische Malerei des 16. Jahrhunderts findet man in Neapel außer im Museum von Capodimonte besonders in den Kirchen San Giovanni a Carbonara, Santi Severino e Sossio, Sant’Anna dei Lombardi, Gesù Vecchio, Gesù delle Monache, und im Dom.
Bedeutende Maler in Neapel im 16. Jahrhundert waren:
- Antonio Solario (um 1465–1530)
- Giovanni Antonio Amato d. Ä. (1475–1555)
- Andrea Sabatini (oder "da Salerno", ca. 1480–ca. 1531)
- Marco Cardisco (um 1486–1542)
- Polidoro da Caravaggio (um 1499/1500–ca. 1543)
- Giovan Filippo Criscuolo (tätig zwischen ca. 1525 und ca. 1550)
- Pietro Negroni, gen. Zingarello (* um 1505 oder 1515–1520)
- Giovanni Bernardo Lama (1508 – 1579)
- Cesare Turco (1510–1560)
- Marco Pino (genannt Marco da Siena; um 1525–um 1587)
- Girolamo Stabile (16. Jahrhundert)
- Francesco Curia († 1608)
- Cornelis Smet (auch: Cornelio Ferraro; † 1591 in Neapel)
- Teodoro d’Errico (eigentl. Dirk Hendricksz, 1544–1618)
- Aert Mytens (1556–1602)

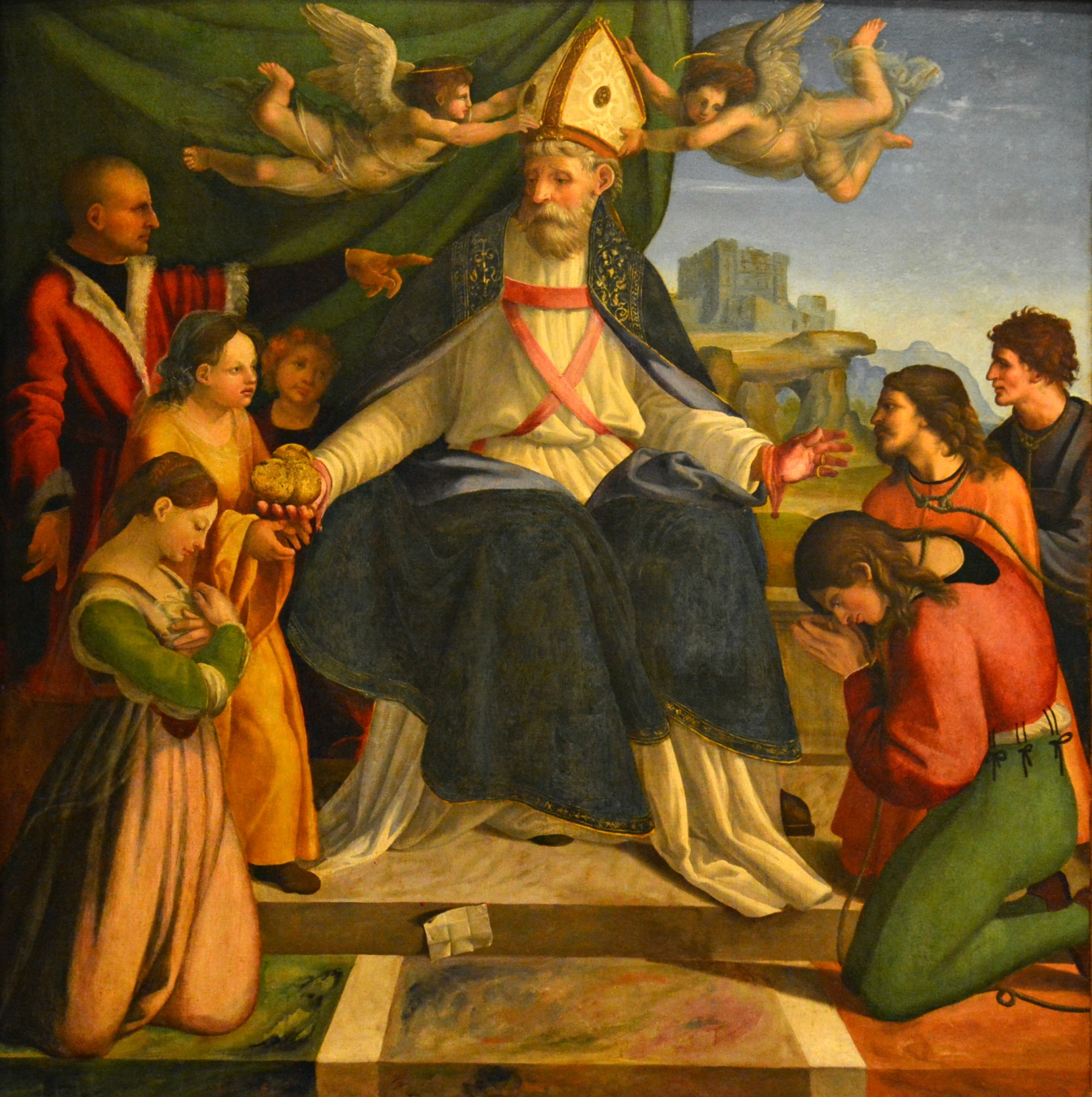
Andrea Sabatini: Hl. Nikolaus von Bari (ca. 1514), Museo di Capodimonte
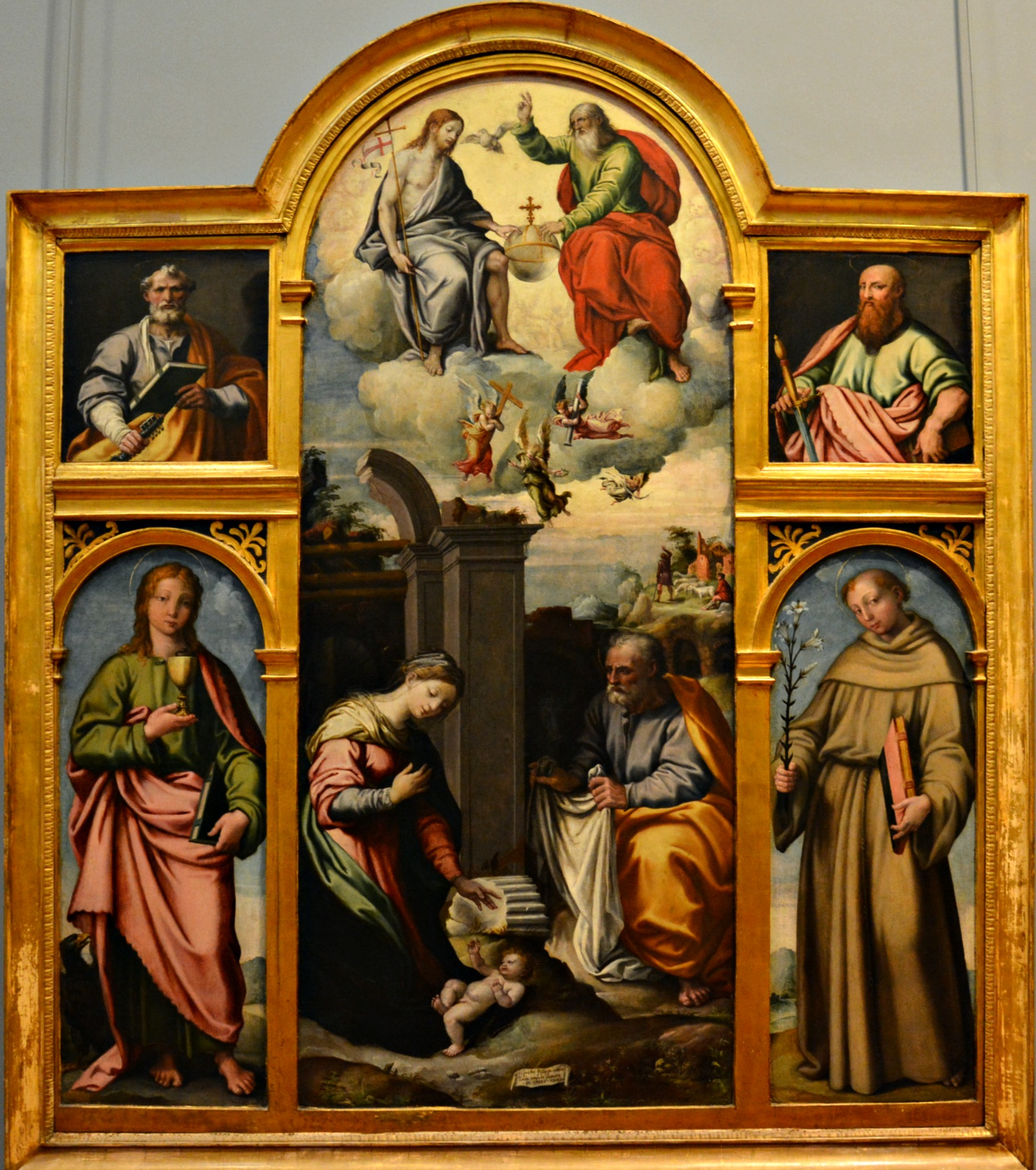
Giovan Filippo Criscuolo: Polyptichon von Capodimonte (1545)
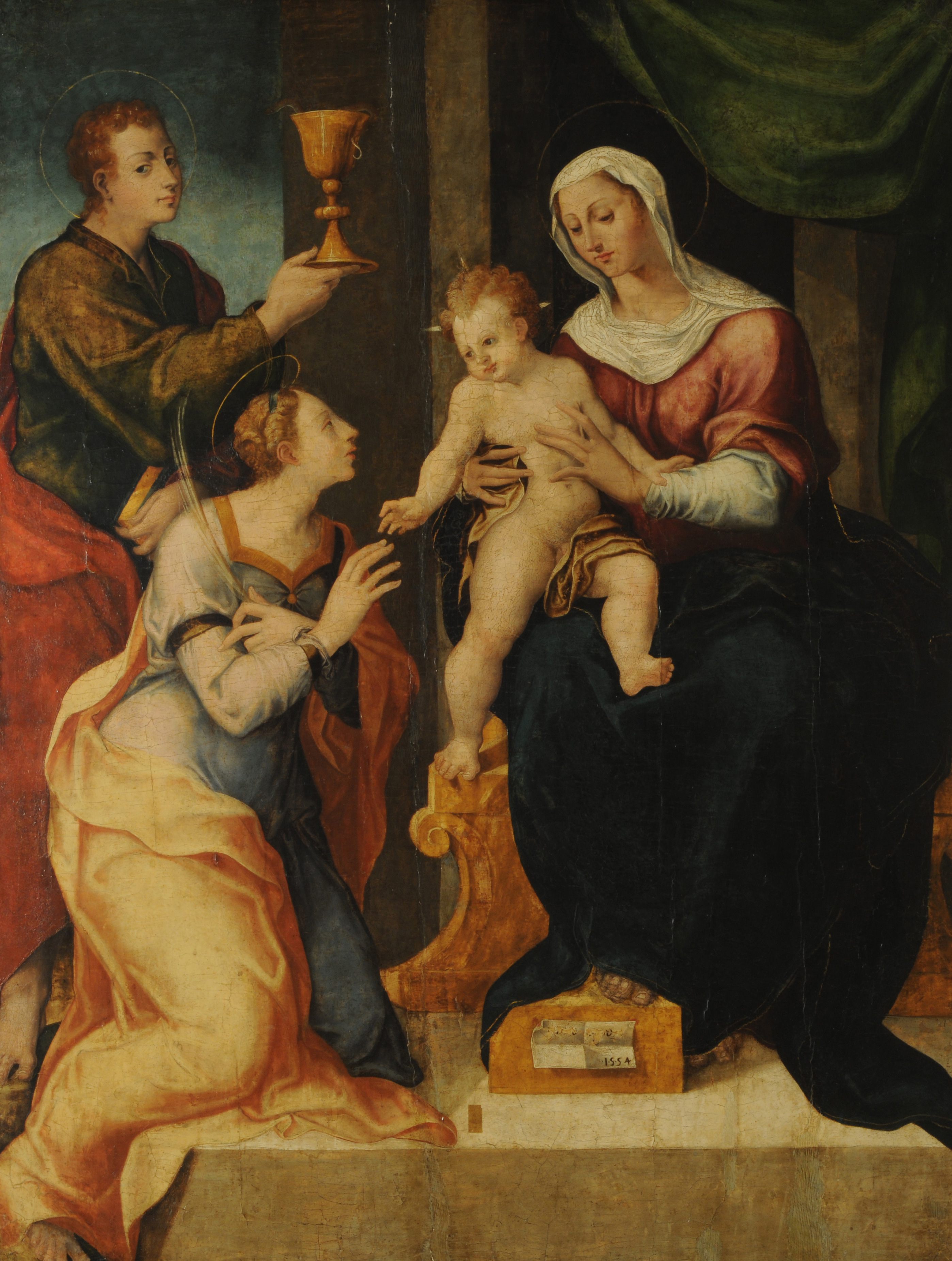
Pietro Negroni "il Zingarello": Mystische Hochzeit der Hl. Catharina, Museo d Bellas Artes, Buenos Aires
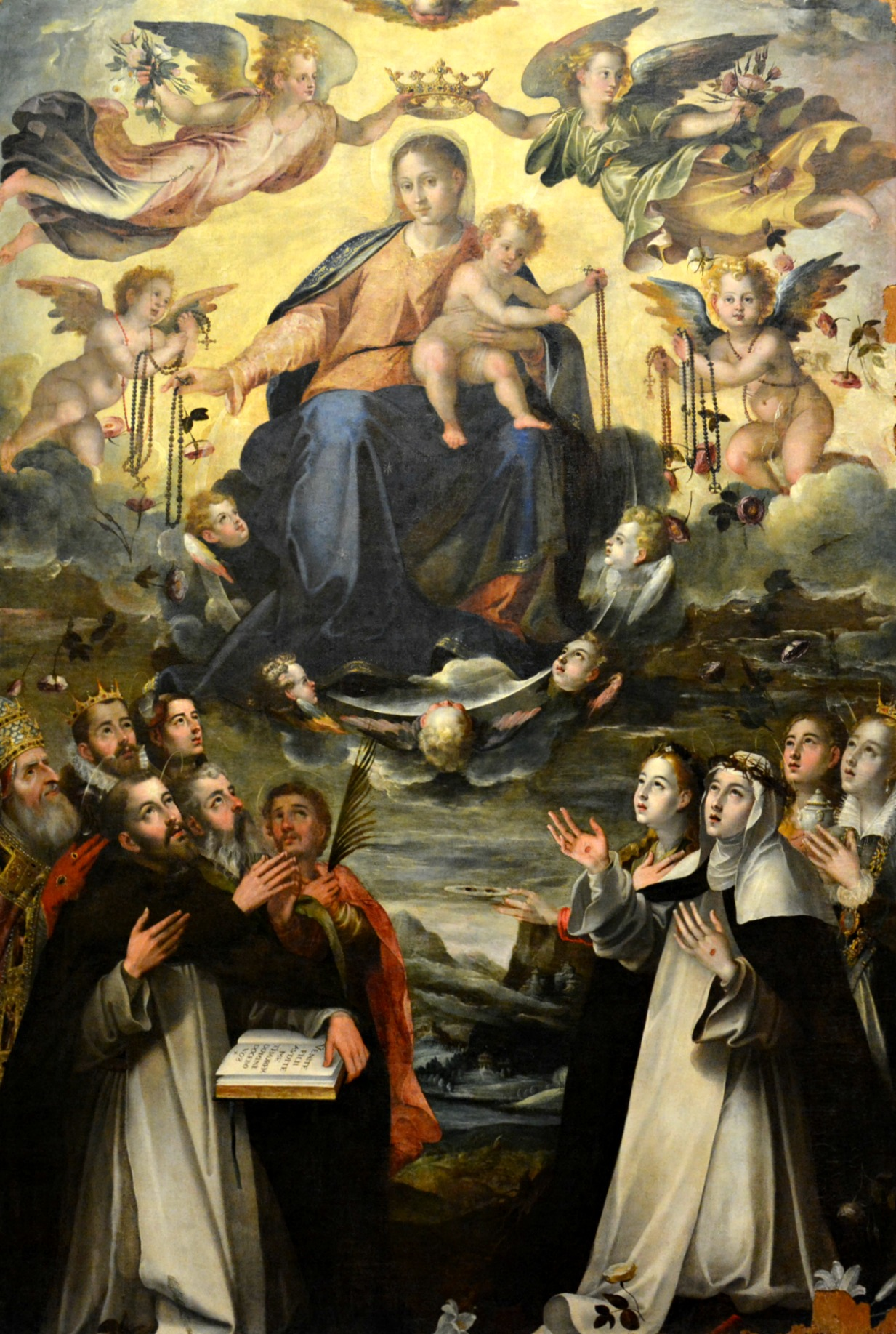
Aert Mytens: Rosenkranzmadonna, ca. 1582–84, Museo di Capodimonte

### Blütezeit im Frühbarock

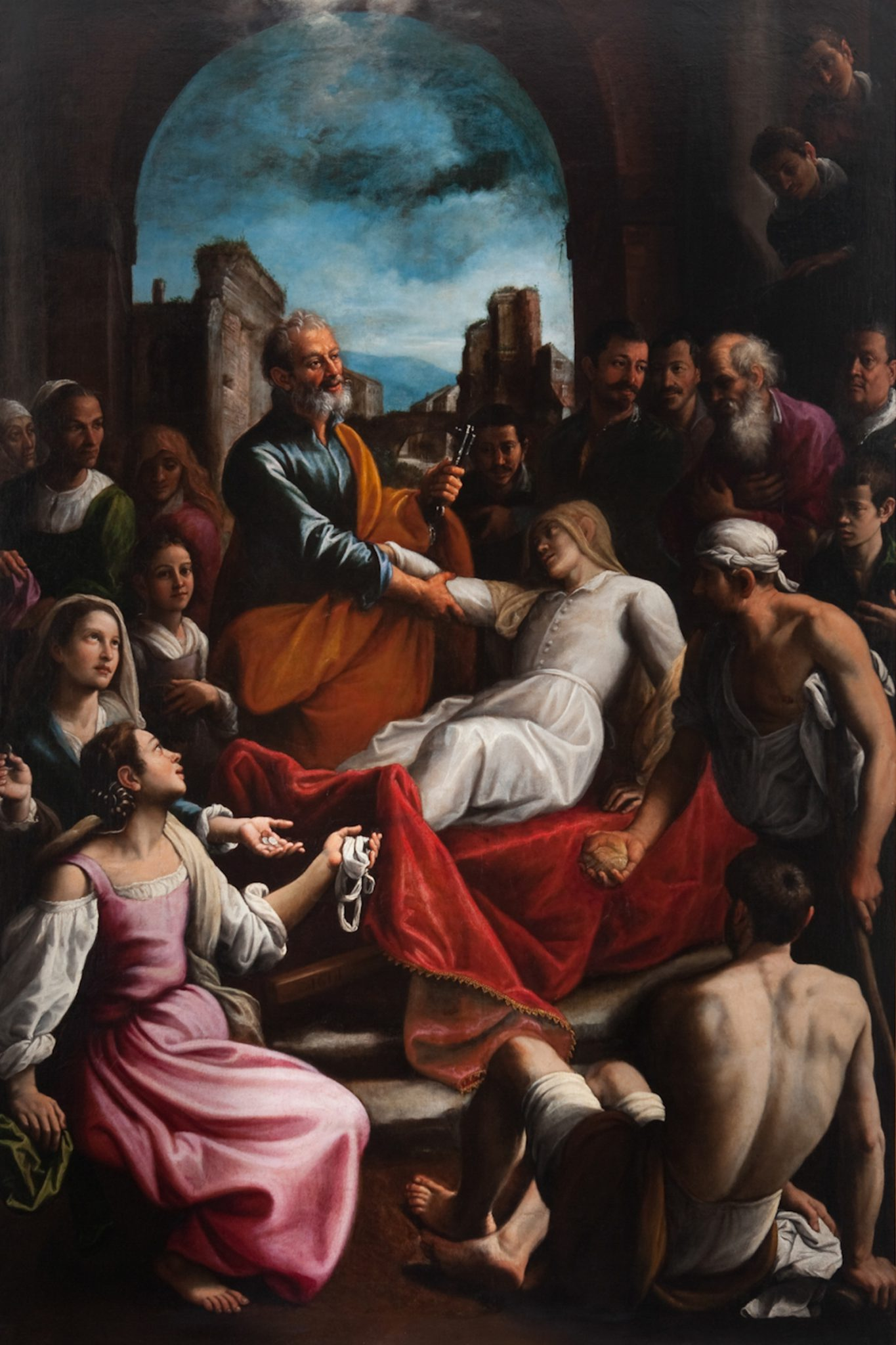
Fabrizio Santafede: Der hl. Petrus heilt Tabitha, 1611, Pio Monte della Misericordia

Im letzten Jahrzehnt des 16. Jahrhunderts machten sich in Neapel (wie in Rom) Tendenzen einer Erneuerung im Sinne eines frühbarocken Klassizismus bemerkbar. Der wichtigste Protagonist dieser Entwicklung war Fabrizio Santafede, der den Manierismus überwand und auch bereits tenebristische Tendenzen und volkstümliche Figuren in seinen religiösen Werken einführte. Er hatte auch Einfluss auf die frühbarocke Malerei, u. a. durch seine Schüler, zu denen auch Massimo Stanzione gehörte. Aus Rom kam in den 1590er Jahren Cavalier d'Arpino – damals einer der führenden und modernsten Maler – und übte mit seinen klassizistischen Fresken in der Certosa di San Martino einen erheblichen Einfluss u. a. auf den griechisch-stämmigen Belisario Corenzio aus, der als Begründer der großen barocken Freskenmalerei von Neapel gilt, und ab etwa 1590 jahrzehntelang der führende Freskant war, bis zur Ankunft von Domenichino.
Maler, deren Werk zum Frühbarock überleitet, waren:
- Girolamo Imparato († 1607)
- Fabrizio Santafede (1555–1626)
- Belisario Corenzio (1558–1646)
- Ippolito Borghese († 1627)
- Giovanni Bernardino Azzolino (1572–1645)
- Luigi Rodriguez (1580–1607)

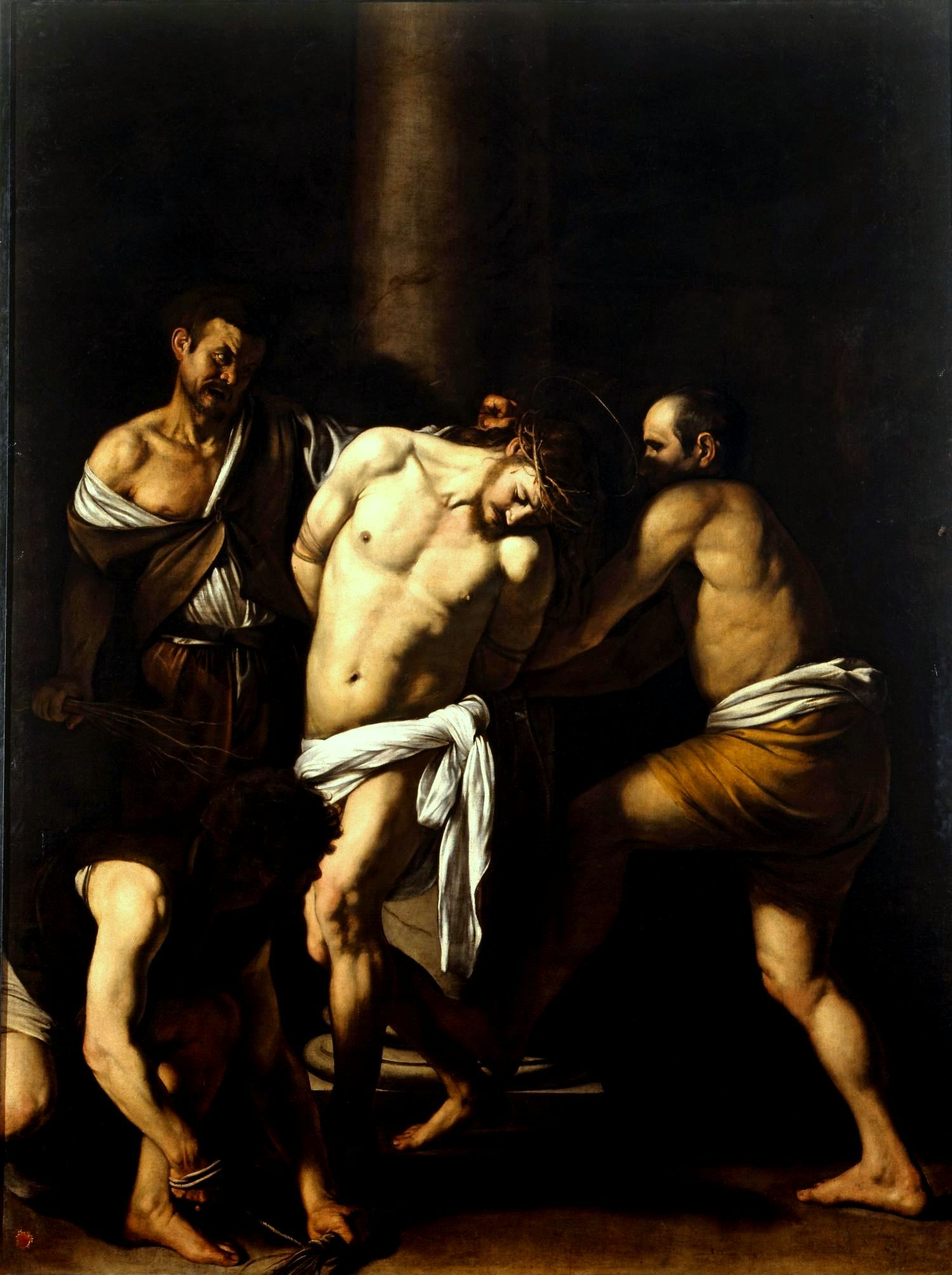
Caravaggio: Geißelung Christi, 1607–09, Museo di Capodimonte, Neapel (einst in San Domenico)

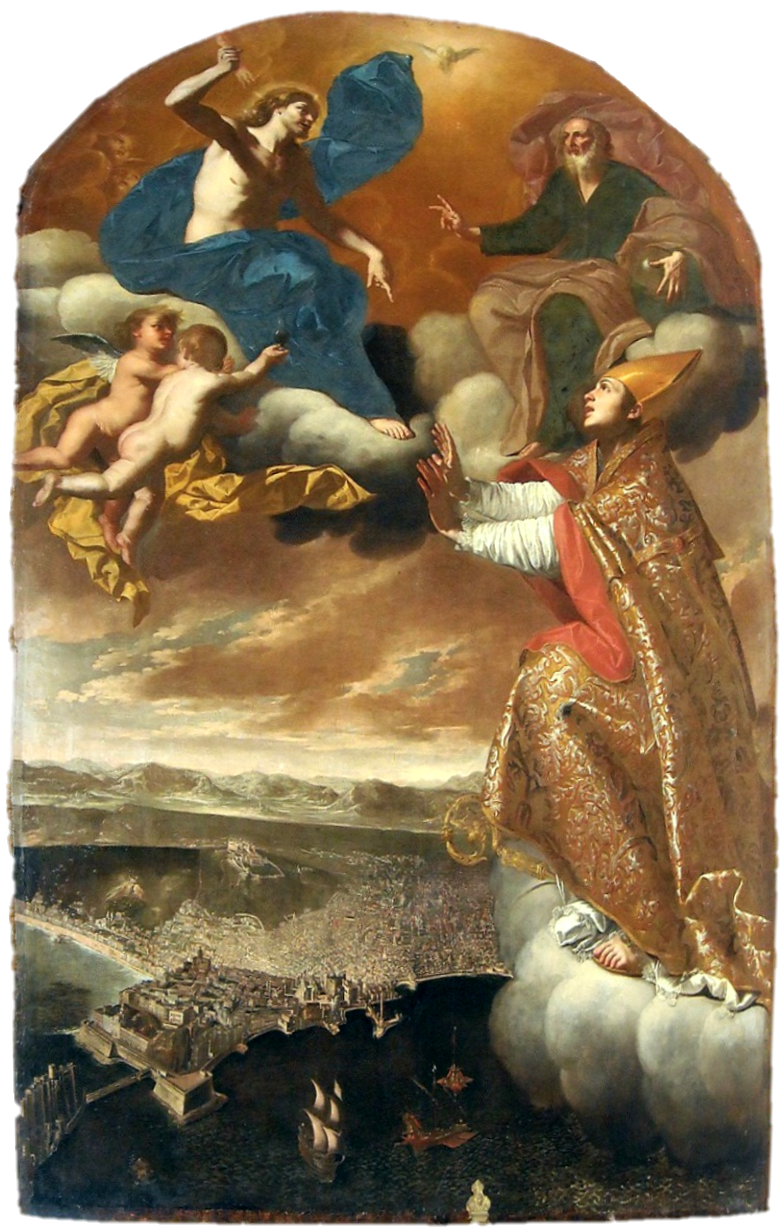
Onofrio Palumbo: San Gennaro bittet die Hl. Trinität um Schutz für Neapel, 1640–60, Santissima Trinità dei Pellegrini, Neapel

Einen entscheidenden stilistischen Impuls erhielt die neapolitanische Malerei durch Caravaggio, der 1606 als Verbannter für kurze Zeit nach Neapel kam. Er wurde schnell einer der berühmtesten Künstler der Stadt, besonders durch sein Gemälde Die sieben Werke der Barmherzigkeit in der Kirche des Pio Monte della Misericordia. Sein naturalistischer Tenebrismus fand in Neapel schnell radikale Anhänger, wie insbesondere Battistello Caracciolo (1578–1635). Die dunklen Hintergründe und starken Schatten der Caravaggisten hatten auch langfristig einen deutlichen Einfluss auf die Maler der neapolitanischen Schule.
Nach dem kurzen Intermezzo von Caravaggios Aufenthalt in der Stadt nahmen in der Folge auch andere Maler einen erheblichen Einfluss auf die neapolitanische Malerei. Einer der führenden Maler Neapels in der ersten Hälfte des 17. Jahrhunderts war der Spanier Jusepe de Ribera (1591–1652), der auch auf andere Künstler der Epoche, sowohl in Neapel als auch in seinem Heimatland, großen Einfluss hatte – so wie es aufgrund der spanischen Herrschaft über Neapel ohnehin starke kulturelle Verbindungen zu Spanien gab. Auch andere neapolitanische Maler wie Fabrizio Santafede, Massimo Stanzione (um 1586–um 1656), Andrea Vaccaro (1600–1670) und später Luca Giordano (1634–1705) erhielten Aufträge von spanischen Sammlern, Klöstern und Kirchen; auf dem aktuellen Wissensstand (2019) sind genauere Aussagen über einen neapolitanischen Einfluss auf die zeitgleich blühende spanische Malerei aber noch nicht möglich.
In den 1620er bis 1640er Jahren wirkten außerdem einige andere bedeutende Malerpersönlichkeiten in Neapel, wie Artemisia Gentileschi (1593–1653), die auch mit Massimo Stanzione verbunden war – dem neben Ribera führenden Kopf der neapolitanischen Schule im Frühbarock.
Auch Maler der römisch-emilianischen Schule, wie Domenichino (1581–1641) und Giovanni Lanfranco (1582–1647) wirkten jahrelang in Neapel und schufen vielbewunderte Malereien in neapolitanischen Kirchen, allen voran in der Capella del tesoro di San Gennaro im Dom, sowie in der Certosa di San Martino, Santi Apostoli und Gesù Nuovo. Ihr Wirken hatte nicht nur einen bleibenden Einfluss auf die neapolitanische Freskenmalerei, sondern führte auch allgemein zu einer stärkeren Orientierung an klassizistischer Eleganz, mit Figuren, die zwar immer noch realistisch sind, aber zugleich auch einem süditalienischen Schönheitsideal folgen, und einer gewissen Aufhellung der Farbpalette. Gleichzeitig wirkte der Tenebroso-Stil der Caravaggisten noch lange nach und ist selbst bei hoch- und spätbarocken Meistern wie Luca Giordano oder Francesco Solimena noch spürbar.
Die neapolitanische Malerei des Frühbarock (etwa 1600–1660) ist naturalistisch und detailgetreu und stellt auch volkstümliche Motive dar. Auch in religiösen Bildern werden diese Motive verwendet und die Figuren in realistischer Weise dargestellt. Zur Neapolitanischen Schule im Frühbarock (bis etwa 1660) werden die folgenden Maler gerechnet:
- Battistello Caracciolo (1578–1635)
- Carlo Sellitto (1581–1614)
- Filippo Vitale (1589/90–1650)
- Massimo Stanzione (um 1586–um 1656)
- Jusepe de Ribera (1591–1652)
- Paolo Finoglia (1590–1645)
- Andrea Vaccaro (1600–1670)
- Giovanni Dò, eigentl. Juan Do (1601–1656)
- Viviano Codazzi (um 1604–1670)
- Cesare Fracanzano (1605–1651)
- Aniello Falcone (1607–um 1656)
- Pacecco de Rosa (1607–1656)
- Agostino Beltrano (1607–um 1665)
- Niccolò De Simone, genannt Nicolò Fiammingo († um 1677)
- Domenico Gargiulo, genannt Micco Spadaro (1609/10–um 1675)
- Giuseppe Marullo (1610 ?–1685)
- Onofrio Palumbo (wirkte um 1650 in Neapel)
- Francesco Guarini oder Guarino (1611–1651)
- Francesco Fracanzano (1612–1656)
- Salvator Rosa (1615–1673)
- Bernardo Cavallino (1616–1656)
- Bartolomeo Bassante oder Passante (1618–1650)

Daneben existieren wie andernorts auch viele anonyme Werke, die zwar in Neapel entstanden sind und stilistisch dem ein oder anderen Vertreter der Schule nahestehen, aber nicht namentlich zugeordnet werden können. Einige dieser Künstler wurden mit Notnamen belegt, beispielsweise:
- Meister der Verkündigung an die Hirten (ital.: Maestro degli Annunci ai pastori; aktiv ca. 1620–1650)[36]
- Meister des Jesus unter den Schriftgelehrten (ital.: Maestro del Gesù tra i dottori; aktiv ca. 1620–1650)[36]

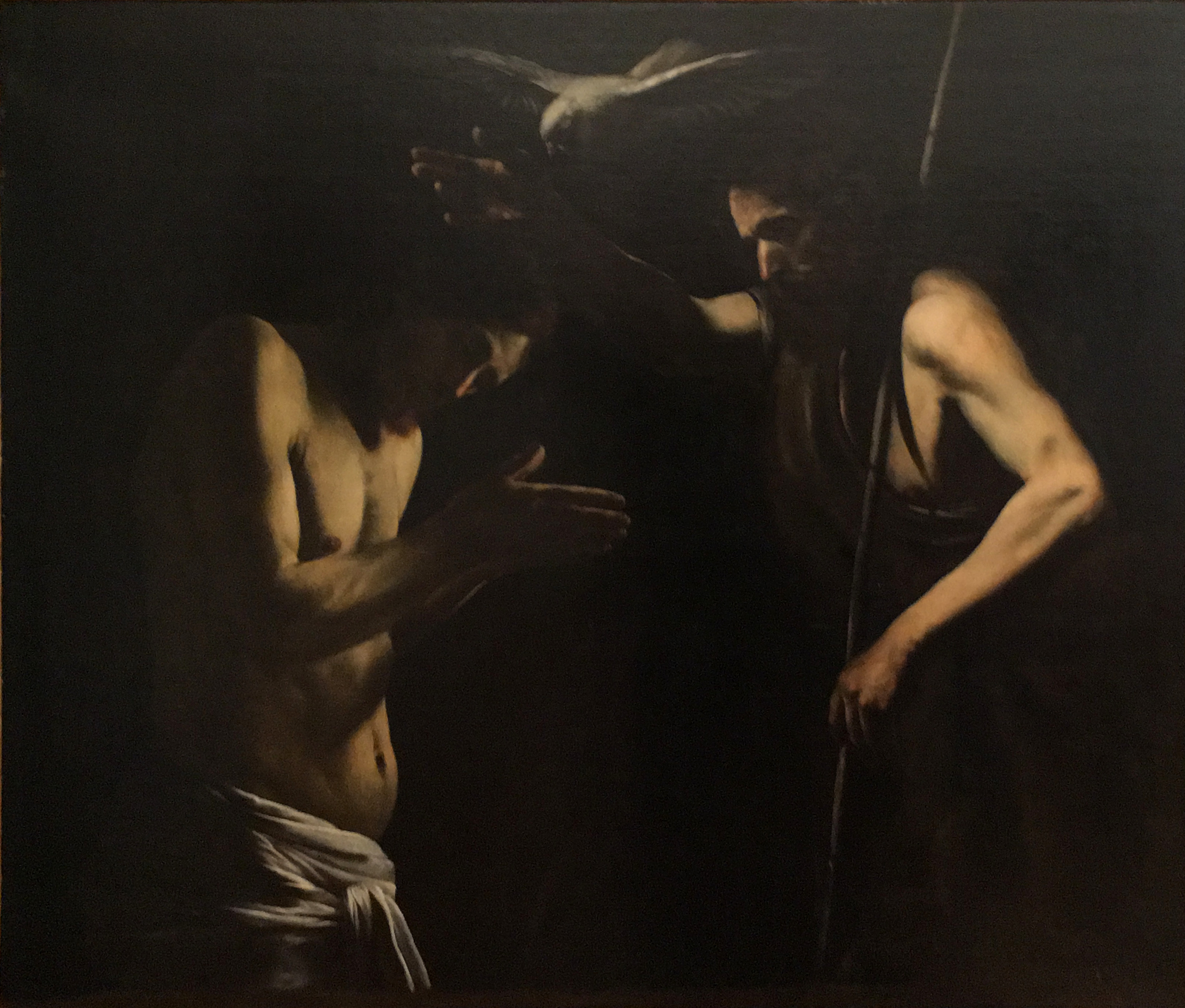
Battistello Caracciolo: Taufe Christi, 1610, Museo dei Girolamini, Neapel
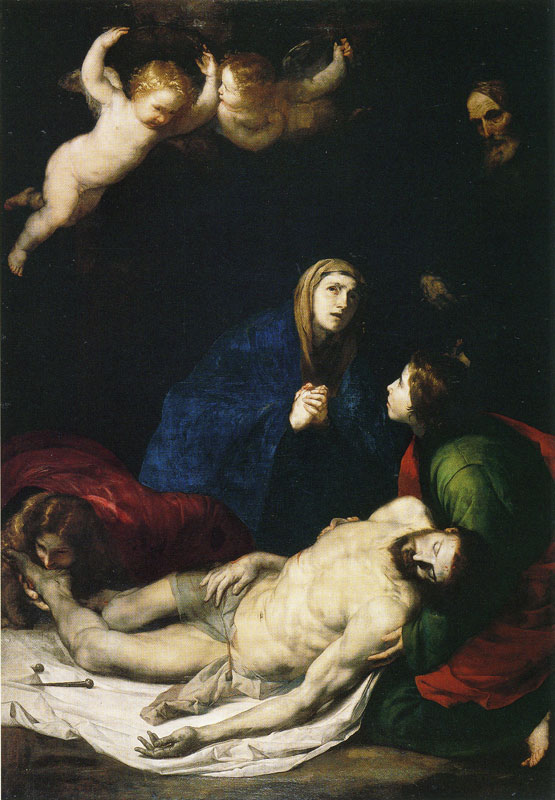
Jusepe de Ribera "il Spagnoletto": Beweinung Jesu, 1637, Certosa di San Martino, Neapel
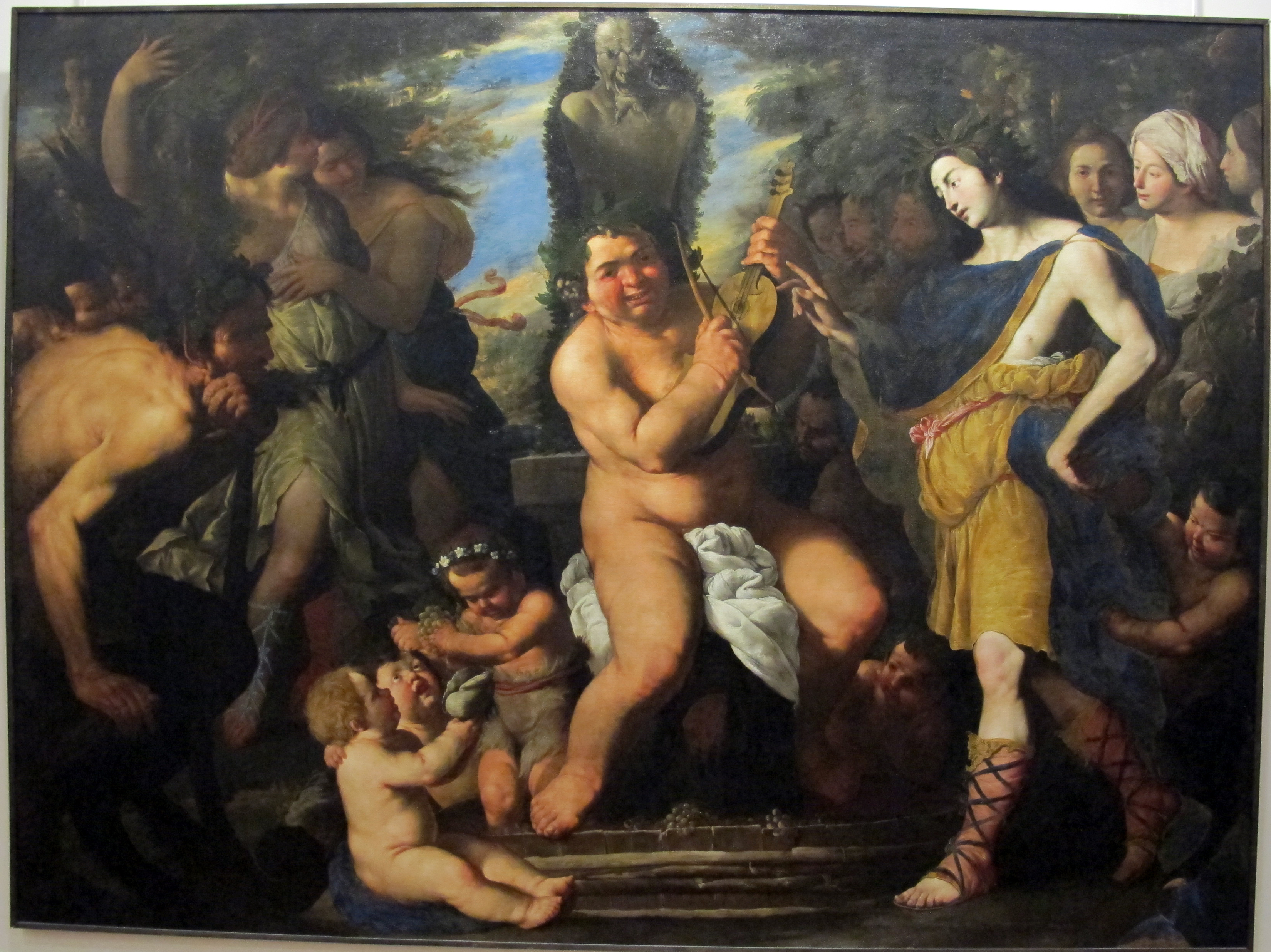
Francesco Fracanzano: Triumph des Bacchus, ca. 1635–40, Museo di Capodimonte, Neapel
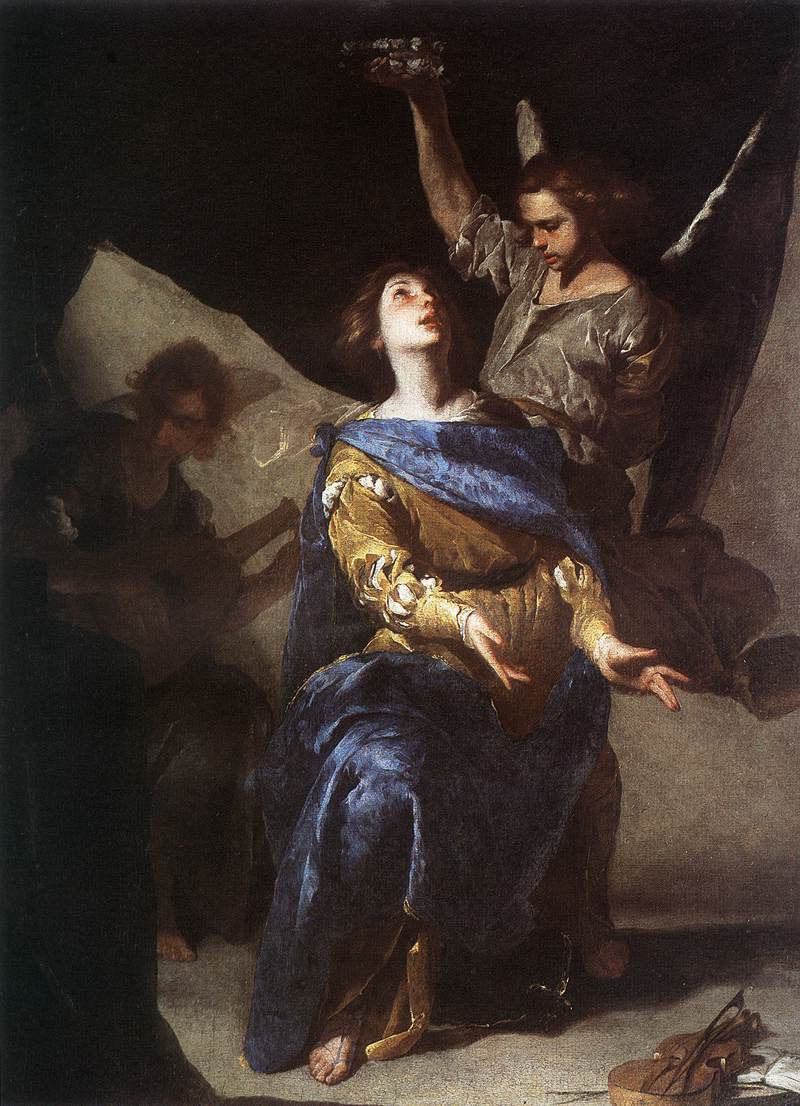
Bernardo Cavallino: Die Ekstase der hl. Caecilia, 1645, Museo di Capodimonte
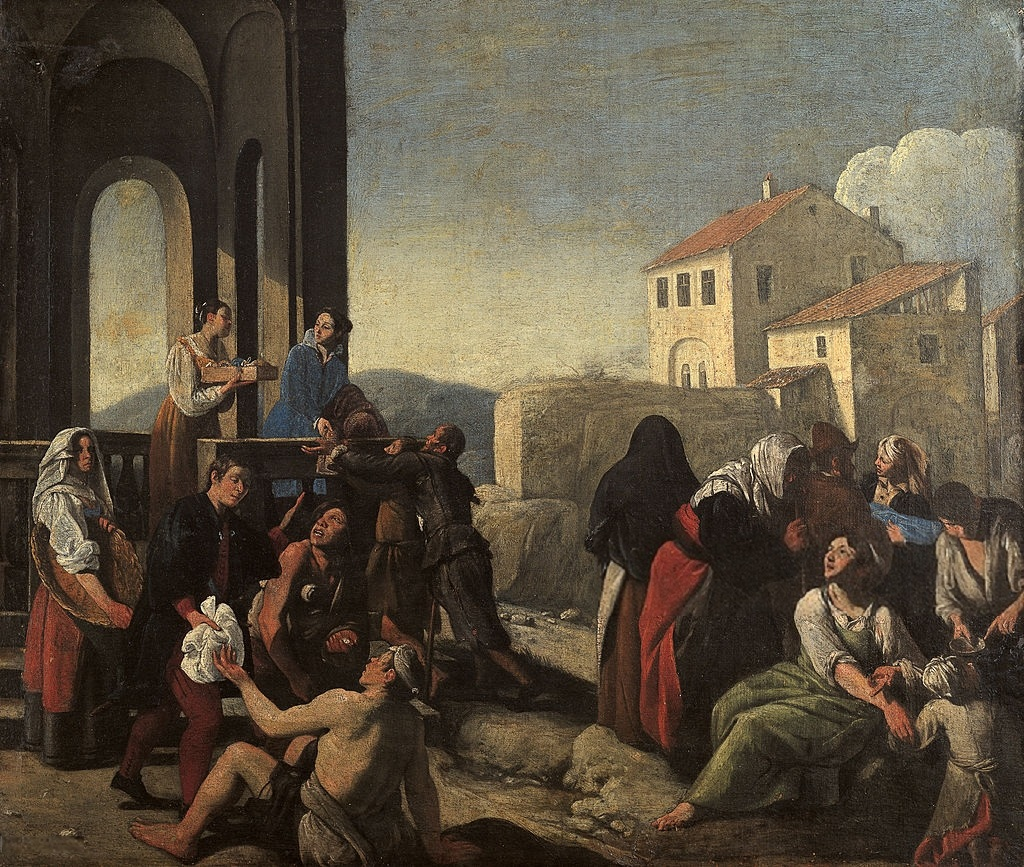
Aniello Falcone: Almosen der hl. Lucia, ca. 1630–50, Museo di Capodimonte
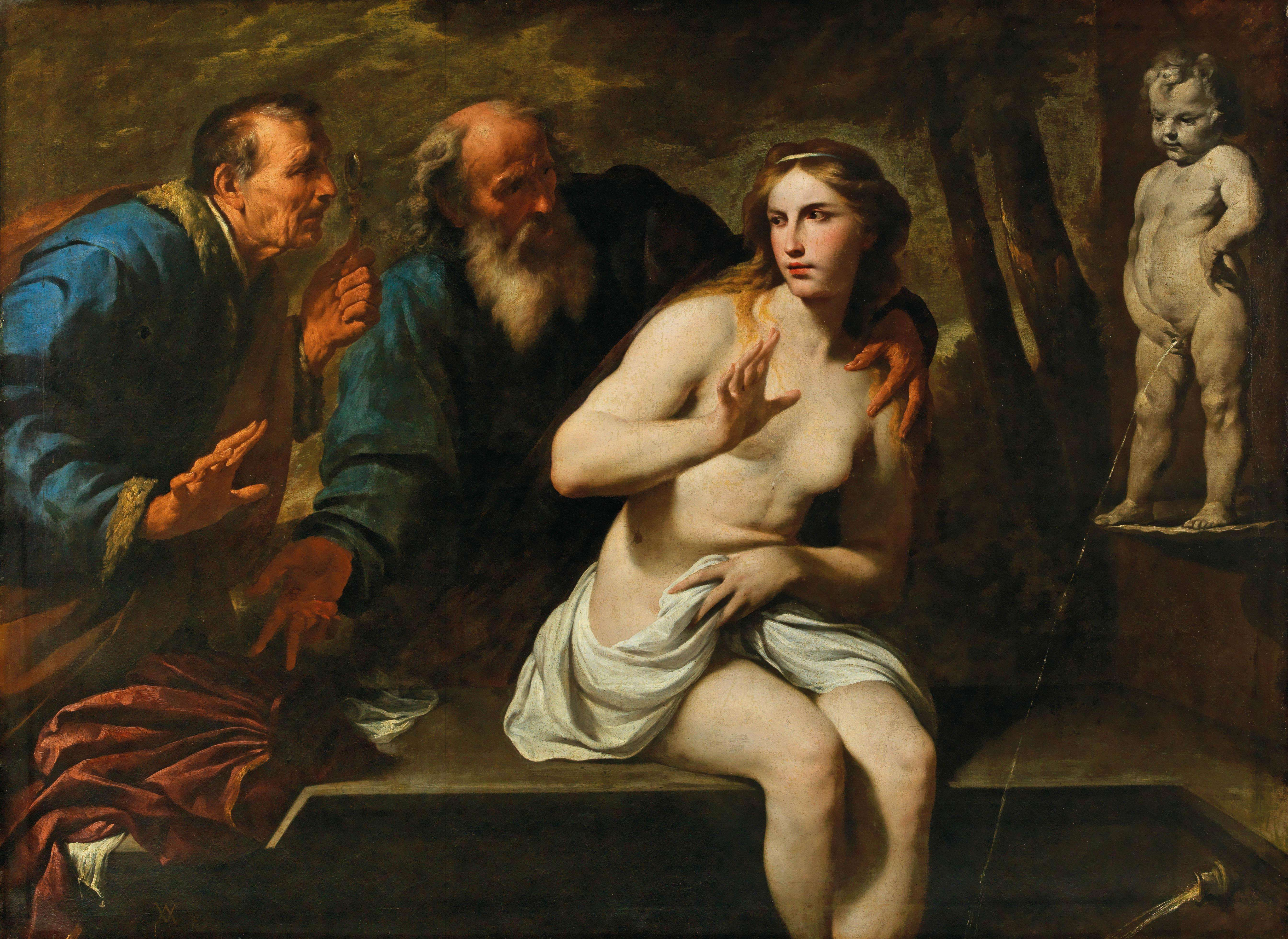
Andrea Vaccaro: Susanna und die Alten, 1650er Jahre (Verbleib unbekannt)
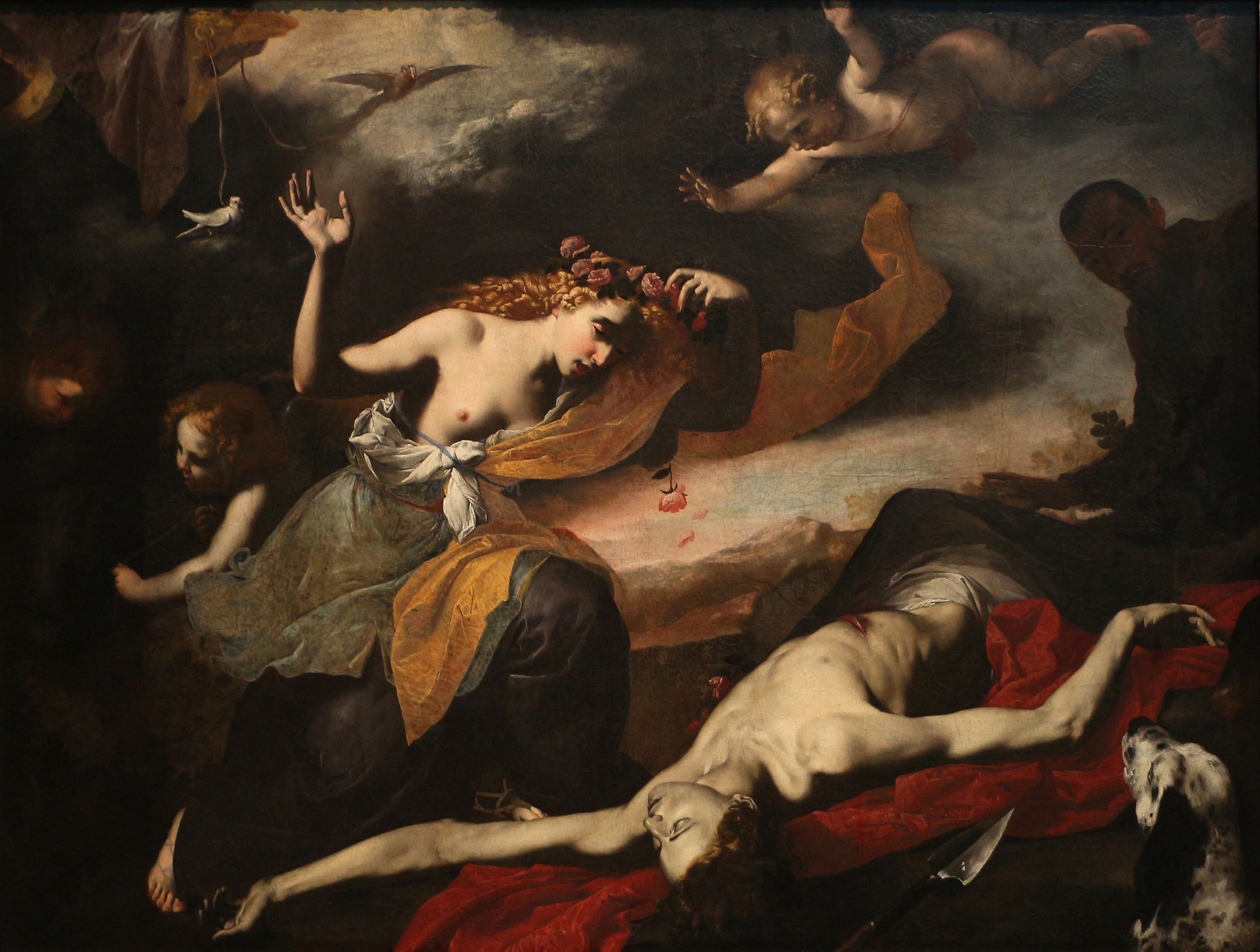
Anonymus aus Neapel: Venus und Adonis, um 1650, Cleveland Museum of Art. Dieses Bildes ist anscheinend von Jusepe de Riberas berühmtem Gemälde[37] inspiriert.

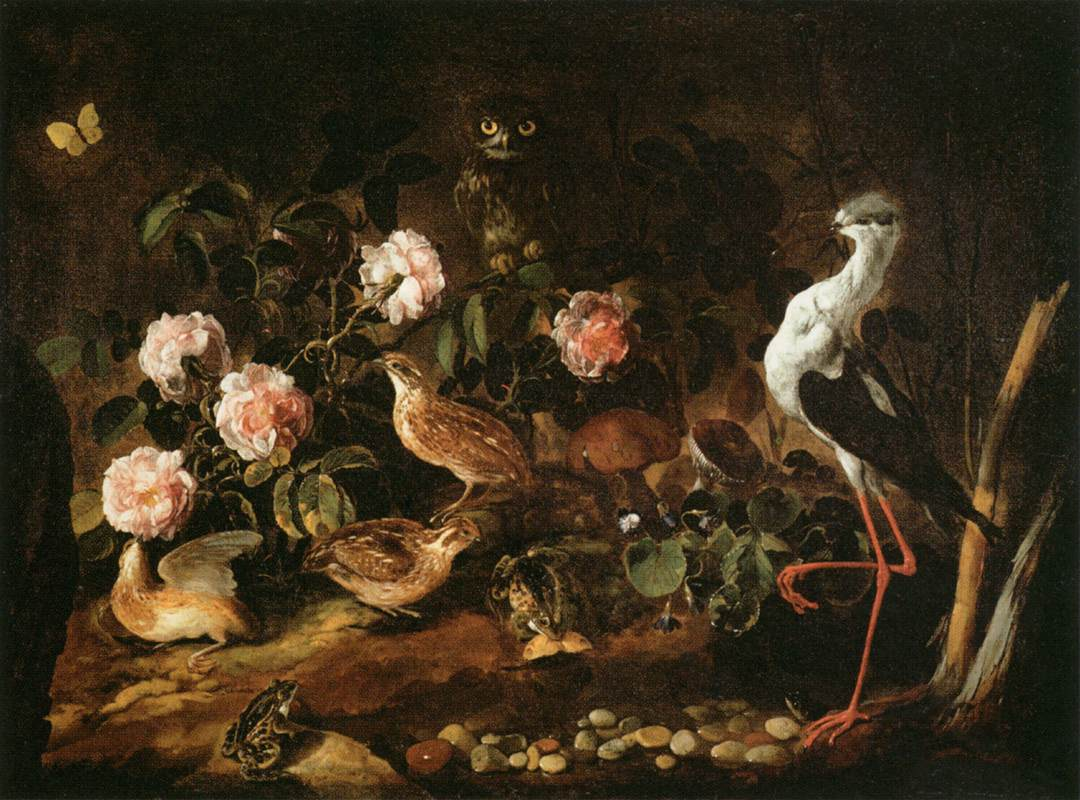
Paolo Porpora: Stilleben mit Eule und Ibis, Louvre, Paris

In Neapel wirkten auch einige bedeutende Meister des Stilllebens:
- Luca Forte (um 1605–vor 1667)
- Giacomo Recco (1603–vor 1654)
- Giovan Battista Recco (um 1615–um 1660)
- Paolo Porpora (1617–1673)
- Giovan Battista Ruoppolo (1629–1693)
- Giuseppe Ruoppolo (1630?–1710)
- Abraham Brueghel, gen. Neapolitaner (1631–1697)
- Giuseppe Recco (1634–1695)
- Andrea Belvedere (1652 (?)–1732)
- Aniello Ascione (aktiv von 1680 bis 1708)
- Tommaso Realfonso, gen. Masillo (ca. 1677 – nach 1743)
- Baldassarre de Caro (1689–1750)

### Hoch- und Spätbarock
Einen gewissen Bruch in der Geschichte der Malerei von Neapel bewirkte die große Pestepidemie von 1656, wo eine ganze Reihe bedeutender Maler in teilweise noch jungem Alter starben: Massimo Stanzione (* um 1586), Aniello Falcone (* 1607), Pacecco de Rosa (* 1607) und sein Schwager Agostino Beltrano (* 1607), Francesco Fracanzano (1612–1656) und Bernardo Cavallino (1616–1656).
Etwa zur gleichen Zeit tauchten mit dem in Rom und Norditalien geschulten Mattia Preti (1613–1699) und dem noch jungen aber genialen Luca Giordano (1634–1705) zwei bedeutende Malerpersönlichkeiten auf, die die entstandene Bresche ausfüllten und zu einer stilistischen Erneuerung im Sinne des Hochbarock hinführten. Beide waren von Malern wie Guercino und Pietro da Cortona geprägt, was zu einer lockeren, duftigeren Pinselführung und einer helleren leuchtenderen Farbpalette und reich bewegten Kompositionen führte. Preti bekam wegen der entstandenen Lücke nicht nur besonders viele Aufträge, er bemalte auch sieben Stadttore Neapels mit Votivbildern der Madonna mit Kind und den Heiligen Gennaro und Rosalia und wurde für einige Jahre der führende Maler.

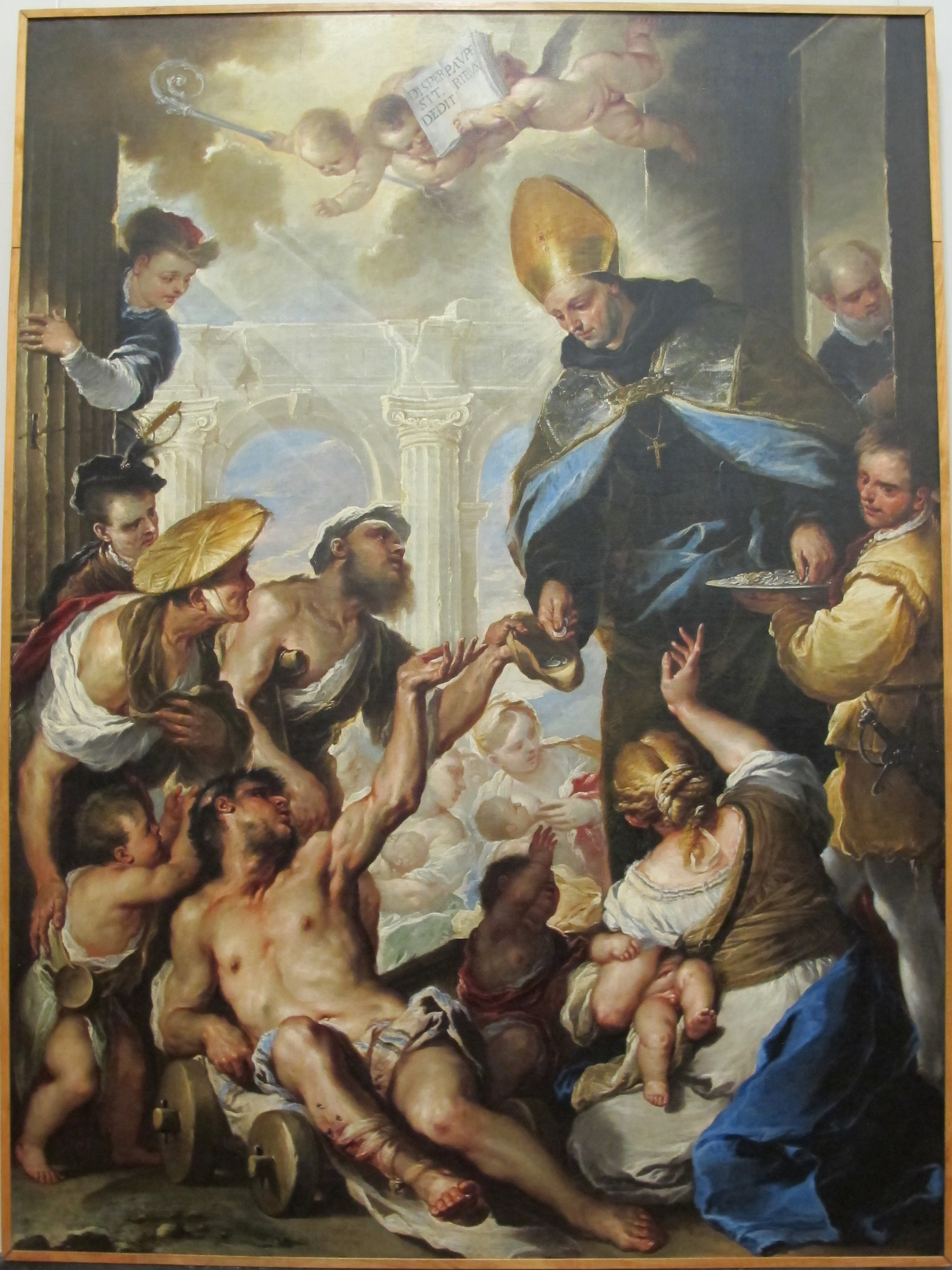
Luca Giordano: Almosen des Hl. Tommaso da Villanova, ca. 1680–90, Museo di Capodimonte (ehemals in: Sant'Agostino degli Scalzi)

Preti blieb nur bis etwa 1660/61 in der Stadt, aber Giordano, der eine riesige Werkstatt unterhielt und zahlreiche Schüler hatte, entwickelte sich zu einer Art neapolitanischem Malerfürsten, der auch bedeutende Aufträge aus anderen Regionen und Ländern (Florenz, Spanien) übernahm und auch Einfluss auf die internationale Malerei hatte, u. a. auf die Freskenkunst in Venedig, Spanien, Österreich und Deutschland. Alle jüngeren Maler in Neapel waren bis zu einem gewissen Grade von Giordano geprägt, auch Francesco Solimena, der gar kein direkter Schüler von ihm war, und als führender Meister der neapolitanischen Schule im späten 17. und frühen 18. Jahrhundert gilt, zusammen mit Paolo De Matteis und Nicola Malinconico. Eine eigenständige Künstlerpersönlichkeit stellt Giacomo del Pò (1654–1726) dar, mit einer sehr duftigen, poetischen Pinselführung, die auf die teilweise "vorimpressionistische" Malweise des Rokoko vorausweist. Der Wirkungskreis der meisten dieser Maler ging ebenfalls über die Grenzen des Königreichs Neapel hinaus.

Die jüngere Generation ab Francesco De Mura (1696–1782) begann wieder klassizistischeren Idealen zu folgen.
Eine eigene typisch neapolitanische Ausprägung der Genremalerei, teilweise mit buffonesken Anklängen, entstand im Rokoko mit Giuseppe Bonito (1707–1789), Filippo Falciatore (nachgewiesen 1718–1768) und dem genialen Gaspare Traversi (1722/23–1770). Bonito und Traversi griffen dabei stilistisch auf den tenebristischen Naturalismus des neapolitanischen Frühbarock zurück.
Bedeutende Vertreter der neapolitanischen Schule in Hoch- und Spätbarock sind:
- Mattia Preti (1613–1699)
- Francesco Di Maria (1623–1690)
- Angelo Solimena (1629–1716)
- Luca Giordano (1634–1705)
- Andrea Malinconico (1635–1698)
- Giovanni Battista Benaschi (1636–1688)
- Giacomo del Pò (1654–1726)
- Francesco Solimena (1657–1747)
- Paolo De Matteis (1662–1728)
- Nicola Malinconico (1663–1727)
- Giovan Battista Lama (um 1673–1748)
- Sebastiano Conca (1680–1764)
- Francesco De Mura (1696–1782)
- Corrado Giaquinto (1703–1766)
- Giuseppe Bonito (1707–1789)
- Filippo Falciatore (nachgewiesen 1718–1768)
- Giacomo Cestaro (1718– um 1785/89)
- Gaspare Traversi (1722/23–1770)
- Pietro Bardellino (1728–1806)
- Giacinto Diano (1731–1803)
- Fedele Fischetti (1732–1792)

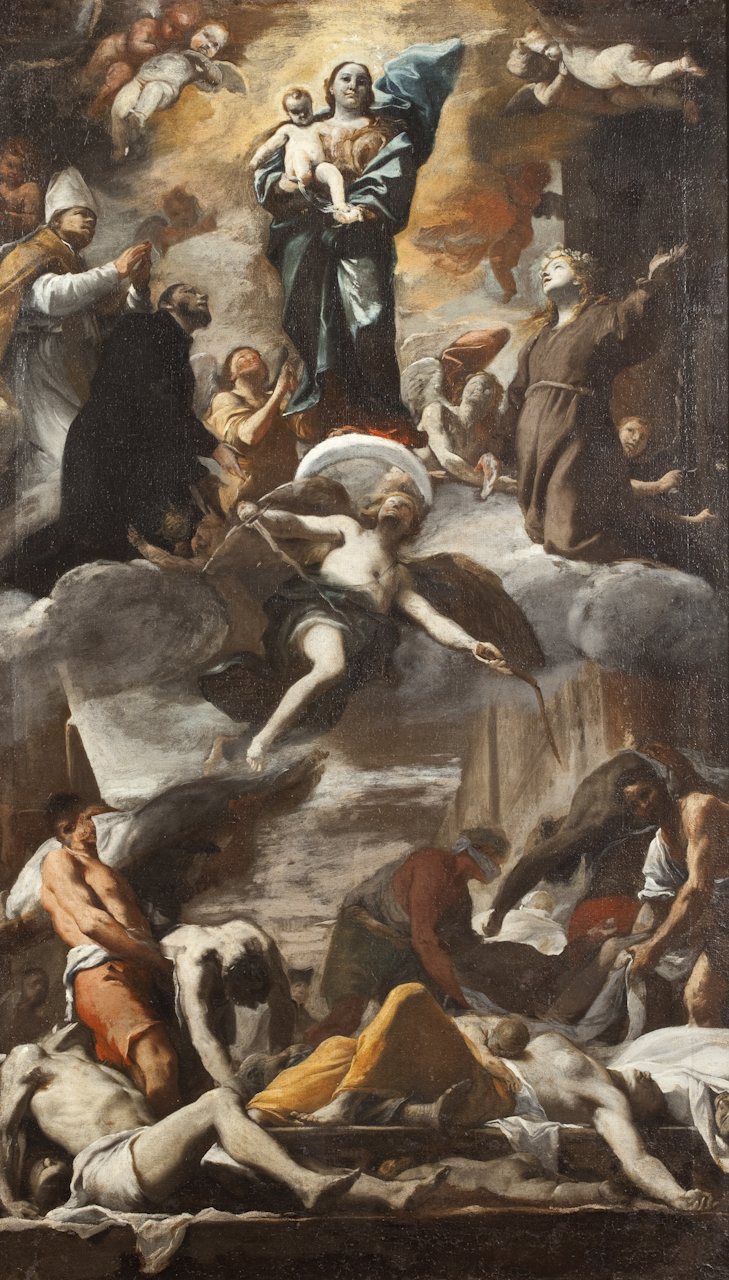
Mattia Preti: Bozzetto eines Votivbildes für ein Stadttor von Neapel, nach der Pest 1656. Museo Capodimonte
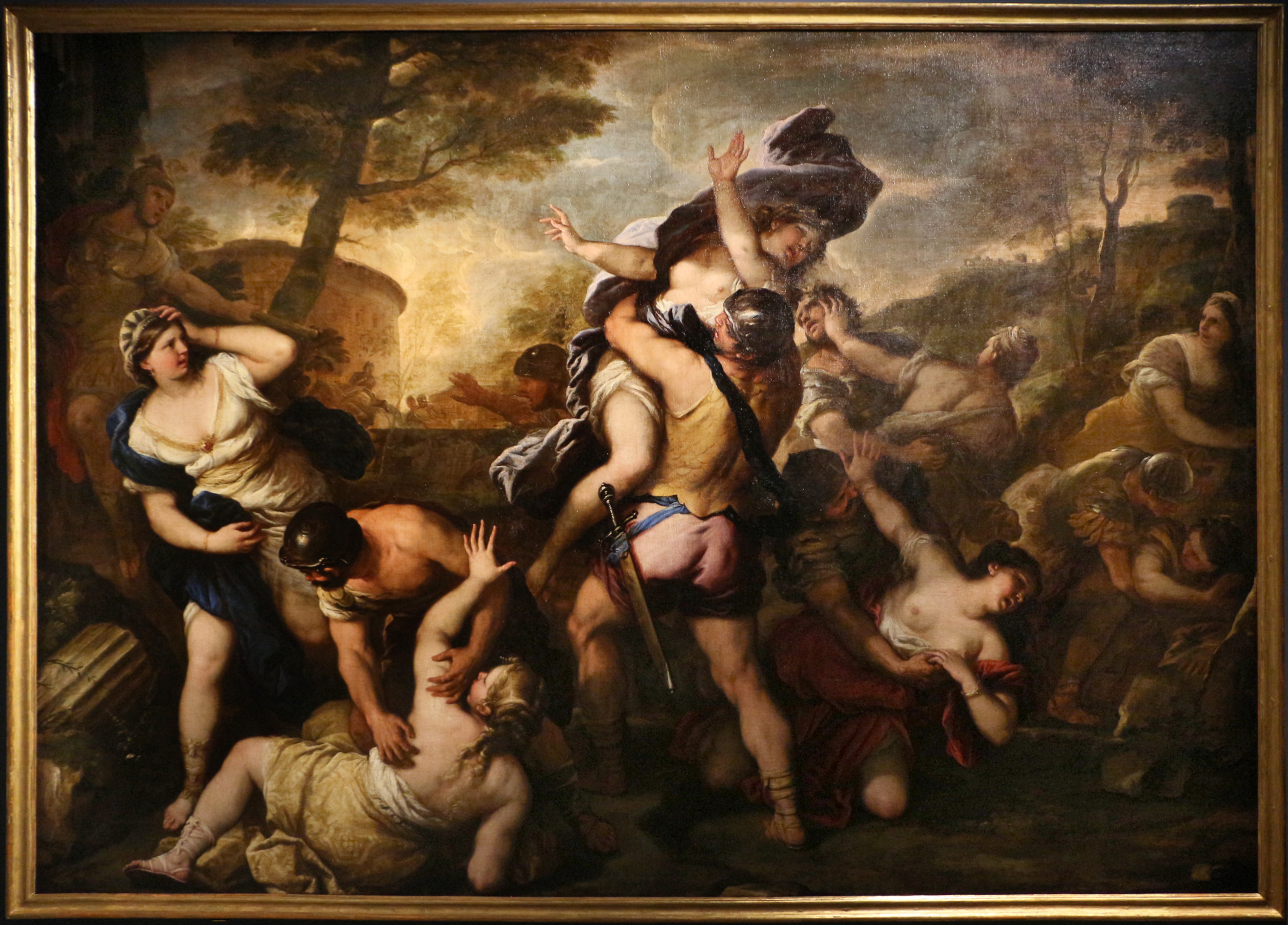
Luca Giordano: Raub der Sabinerinnen, ca. 1670–80, Palazzo Spinola, Genua
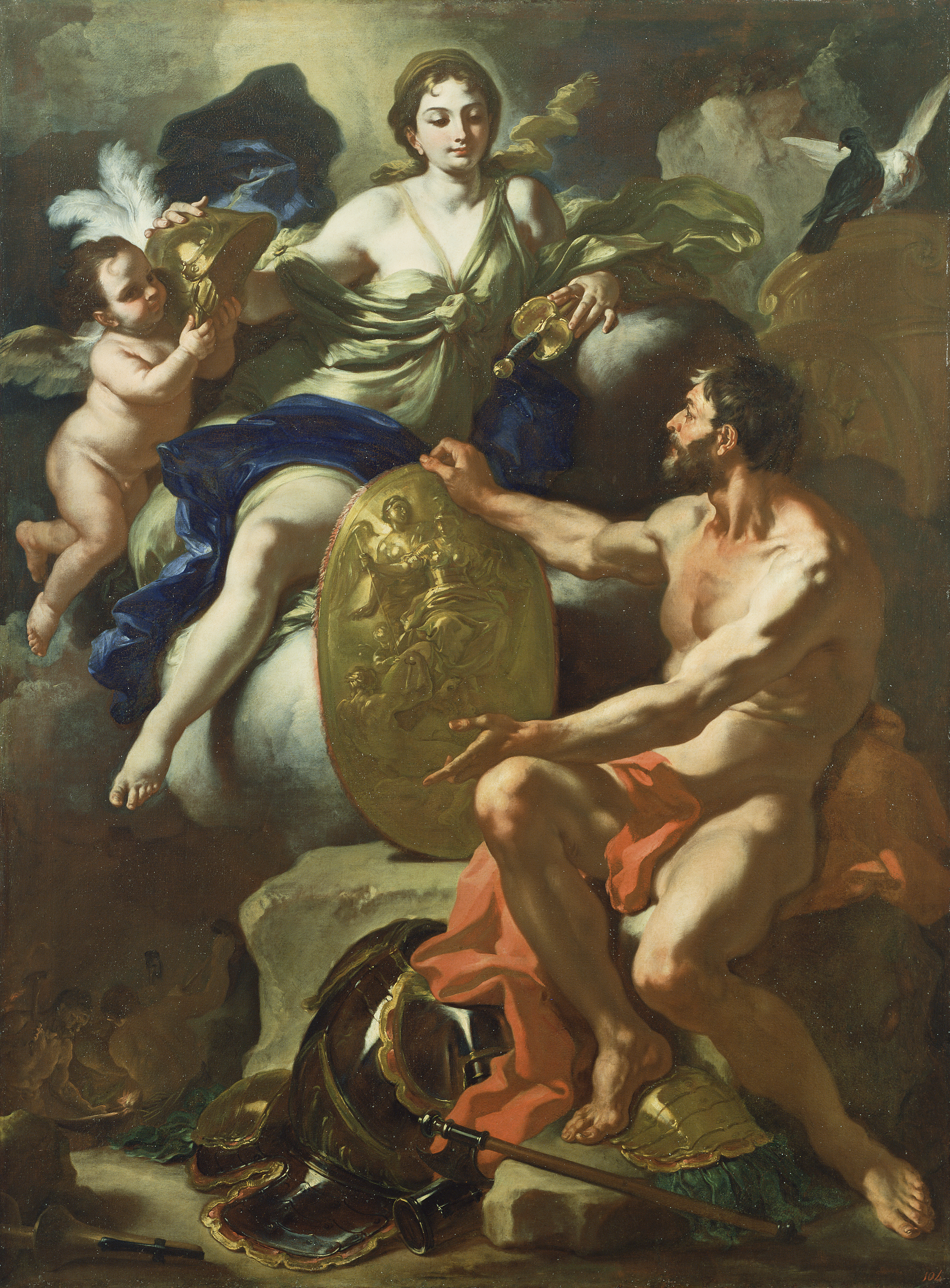
Francesco Solimena: Venus und Vulkan, 1704, Getty Center, Los Angeles
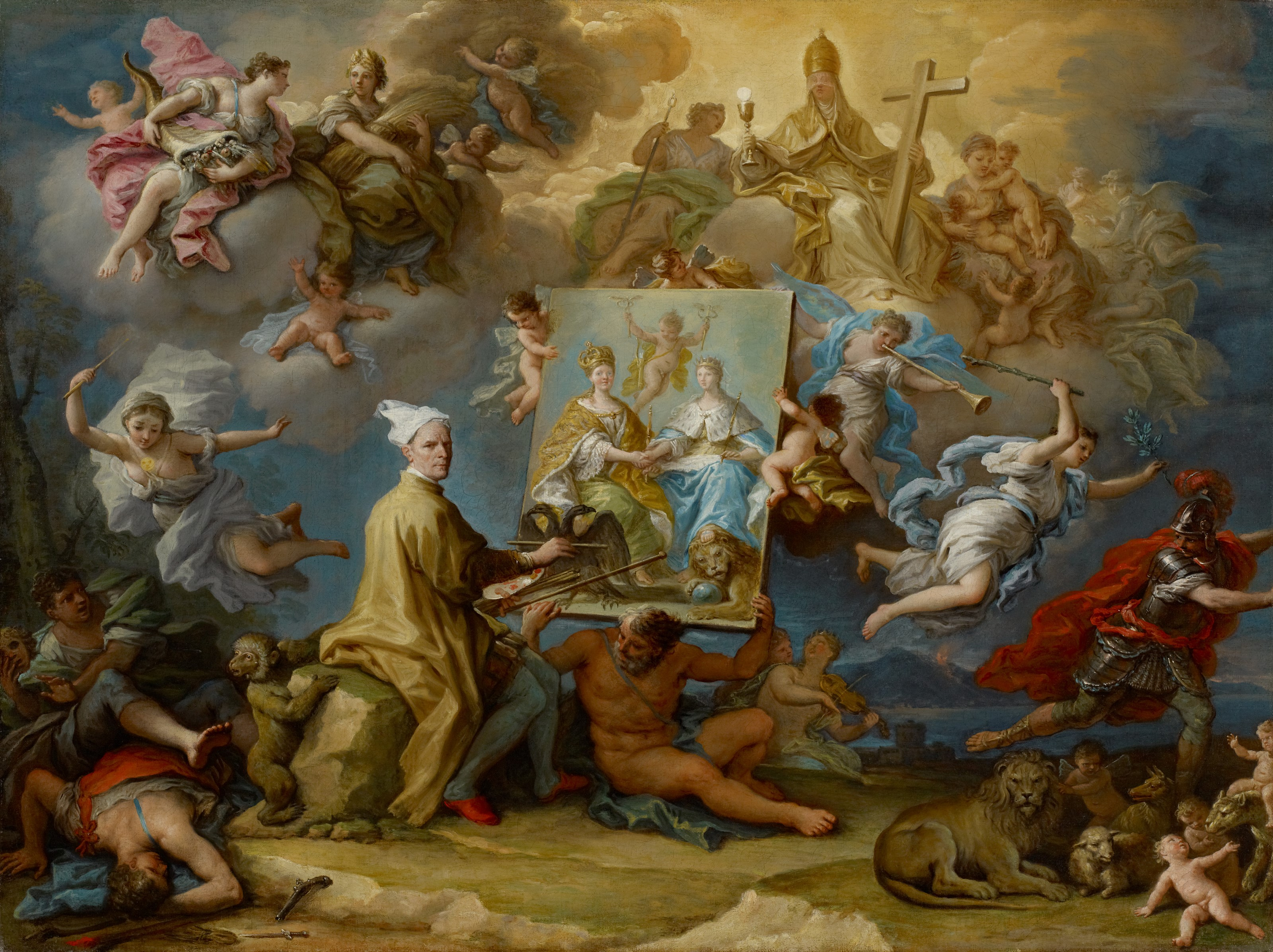
Paolo de Matteis: Allegorie des Friedens, 1714–1728, Museum of Fine Arts, Houston, (Texas)
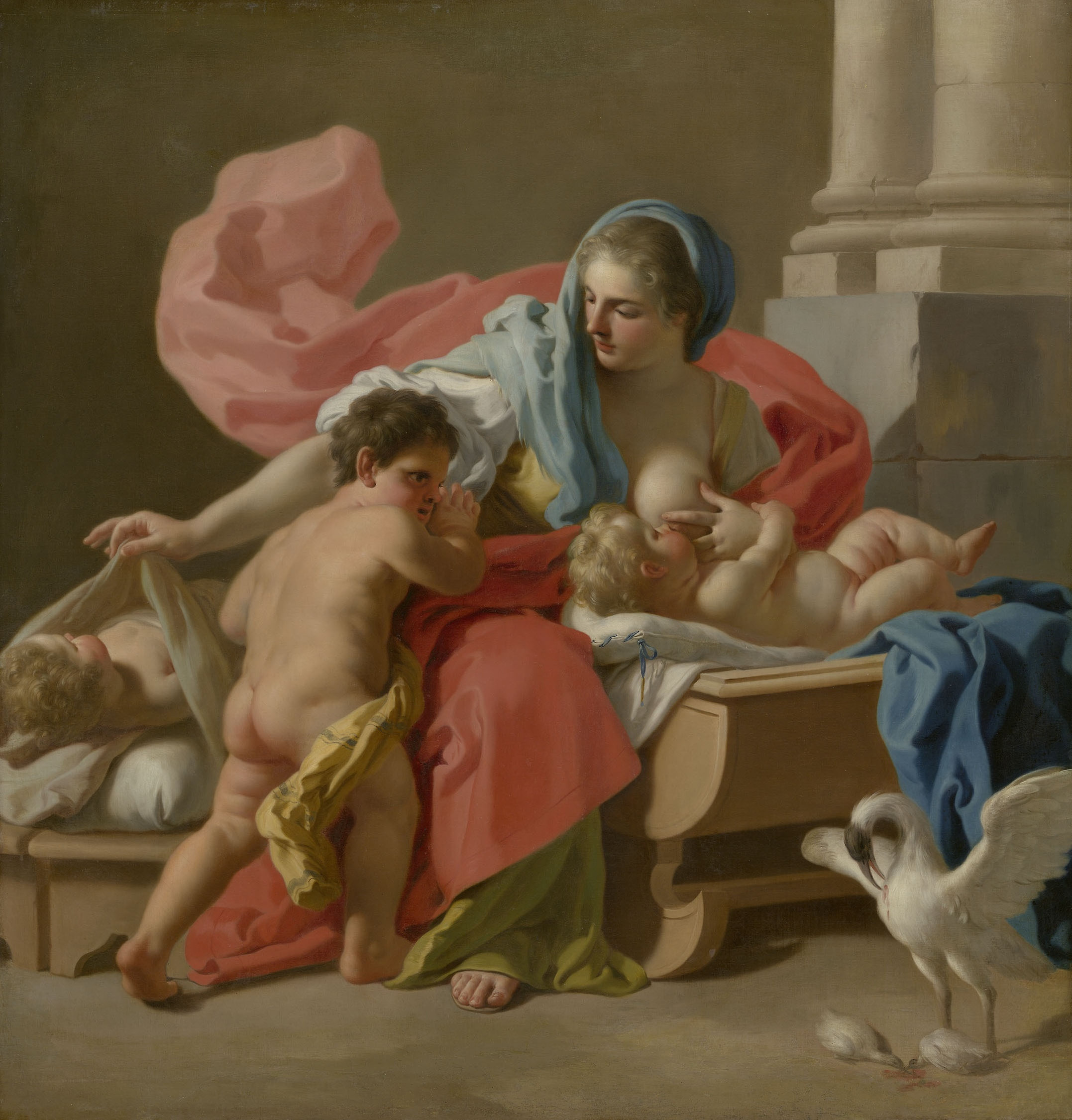
Francesco de Mura: Caritas, 1743–44, Art Institute of Chicago
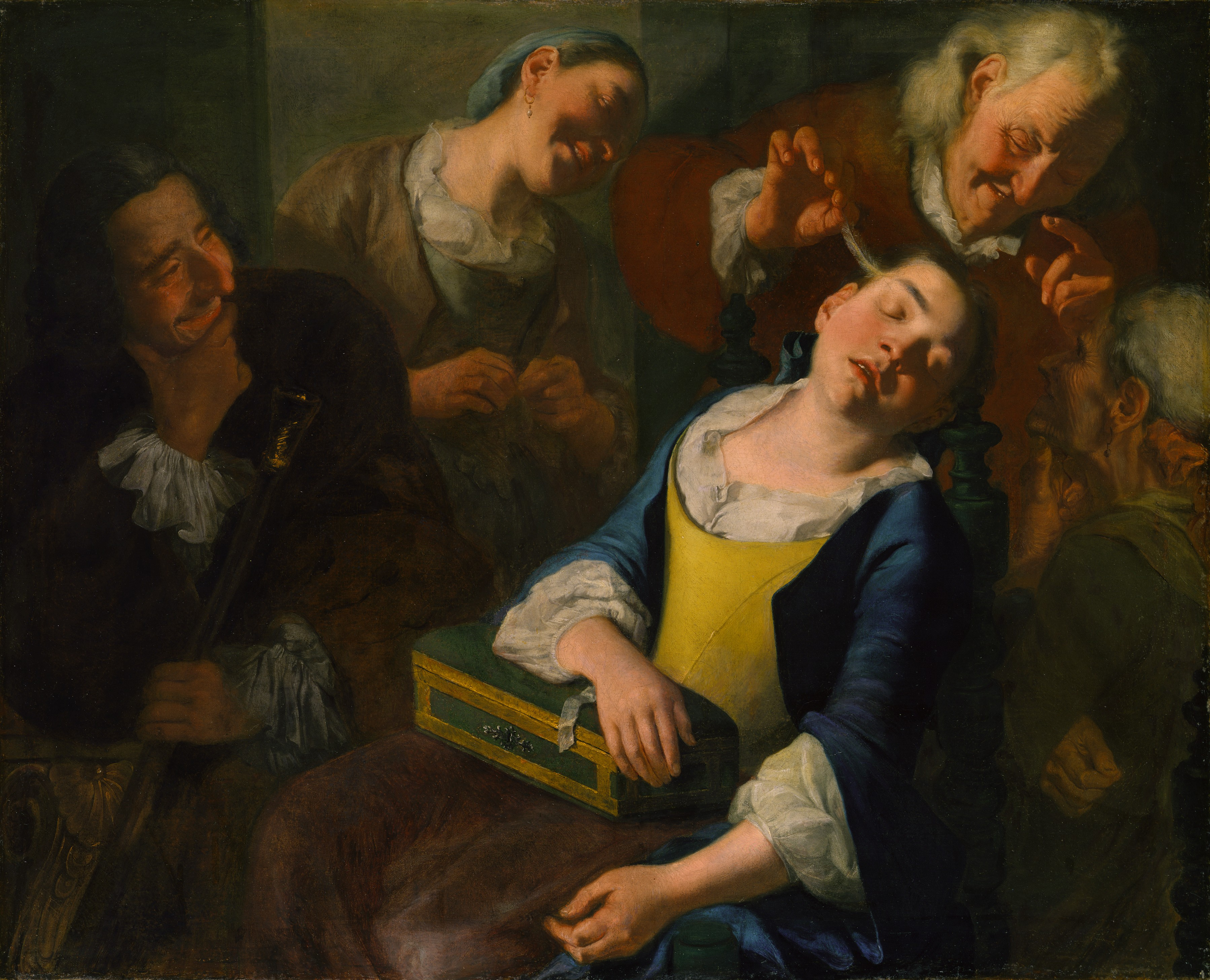
Gaspare Traversi: Die Feder, um 1750, Metropolitan Museum, New York